# Kurt Herdemerten

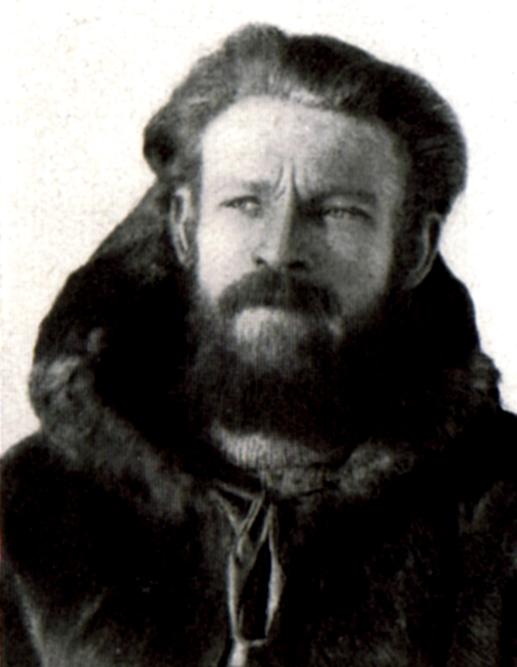
Kurt Herdemerten während der Grönlandexpedition 1938.

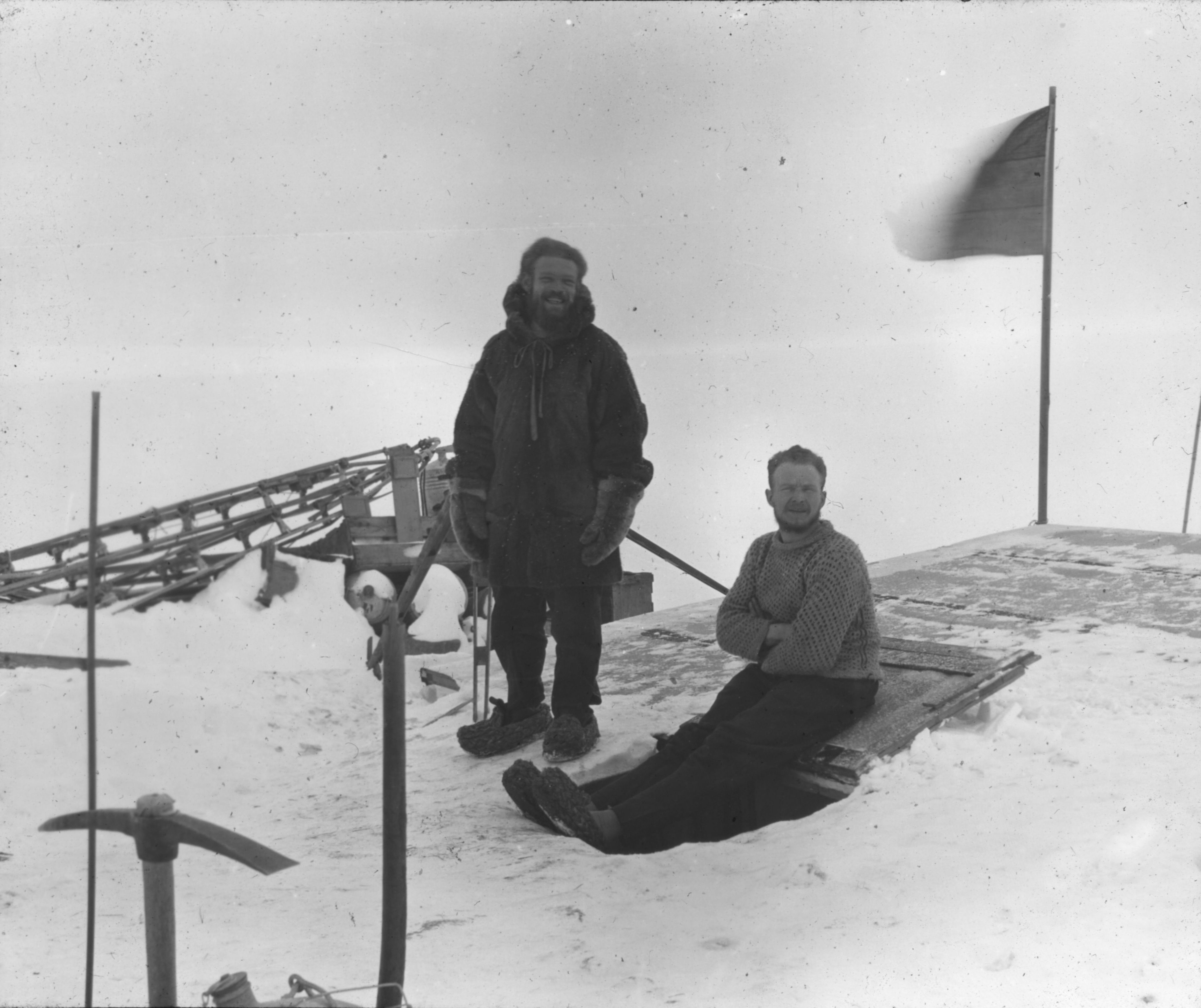
Kurt Herdemerten (links, stehend) mit Manfred Kraus (rechts) während der Deutschen Grönlandexpedition 1930/31.

Kurt Herdemerten (* 17. August 1900 in Kettwig vor der Brücke; † 21. Dezember 1951 in Essen) war ein deutscher Bergingenieur und Polarforscher.

## Leben
Herdemerten wuchs als Sohn eines westfälischen Industriellen in Oberschlesien auf und studierte Geologie und Bergbauwesen.
Als Doktorand nahm er 1930/31 an der Deutschen Grönlandexpedition Alfred Wegeners teil. Wegener wählte Herdemerten vor allem als Sprengstoffexperten aus. Seine Aufgaben bei der Expedition bestanden in seismischen Messungen der Mächtigkeit der Inlandseisdecke, die er gemeinsam mit dem Geophysiker Kurt Wölcken durchführte, sowie im Schachtbau für die geplanten Stationen „West“ am Qaumarujuk (Haus Scheideck) und „Eismitte“.
Die Ereignisse um den Tod Alfred Wegeners während der Expedition führten zum Zerwürfnis zwischen Herdemerten und  dem Expeditionsteilnehmer Johannes Georgi. Er nahm die Partei Kurt Wegeners ein, der Georgi und Ernst Sorge öffentlich beschuldigte, indirekt am Tod seines Bruders Alfred schuld zu sein. 1937 kam es hierzu zu einer gerichtlichen Auseinandersetzung zwischen Herdemerten und Georgi, die mit einem Vergleich endete. Beiden Parteien wurde untersagt, den Streit weiterhin in der Öffentlichkeit auszutragen.
1936 war Herdemerten an der Aufschließung der mitteljurassischen Doggergrenze in Süddeutschland beteiligt.
Unter dem Regime der Nationalsozialisten leitete er 1938 im Auftrag der Braunschweiger Jägerhof-Stiftung die Herdemerten-Grönland-Expedition. Ziel der vordringlich ornithologisch ausgerichteten Expedition war die Erforschung der grönländischen Flora und Fauna. Spezielles Interesse galt den Lebensbedingungen des in Grönland heimischen weißen Gerfalken. Auf Betreiben des Reichsjägerhofes „Hermann Göring“ sollten wenn möglich einige Exemplare eingefangen und nach Deutschland verbracht werden, um sie an das mitteleuropäische Klima zu gewöhnen und hier anzusiedeln.
Nach seiner Rückkehr errichtete Herdemerten im Riesengebirge die polare  Versuchsstation „Goldhöhe“, die zunächst der Akklimatisierung und weiteren Erforschung des Gerfalken diente. Auf der Goldhöhe wurden später Soldaten, vornehmlich die so genannten Marinewettertrupps (MWT), für den Einsatz in polaren Regionen trainiert.
Nach dem Zweiten Weltkrieg ging Kurt Herdemerten nach Westdeutschland und hielt zahlreiche Vorträge über die deutschen Grönlandexpeditionen.

## Schriften
Die Ergebnisse  der Herdemerten-Expedition verarbeitete er in dem Buch:
- Jakunguaq. Das Grönlandbuch der Hermann-Göring-Stiftung. Verlag Georg Westermann, Braunschweig 1939.

Zum Andenken an Alfred Wegener und dessen letzte Grönland-Expedition verfasste er nach dem Zweiten Weltkrieg das Buch:
- Die weiße Wüste. Mit Alfred Wegener in Grönland. Eberhard Brockhaus, Wiesbaden 1955.